# Es lebe die Freiheit
Es lebe die Freiheit (Originaltitel: À Nous la Liberté) ist ein französischer Satirefilm aus dem Jahr 1931. Regie führte René Clair. Bei der Oscarverleihung 1932 war der Film für das „Beste Szenenbild“ nominiert. Der Film ist dem poetischen Realismus zuzuordnen.

## Handlung
Émile und Louis, zwei Kleinganoven, treffen in einem Gefängnis aufeinander und freunden sich an. Sie planen gemeinsam die Flucht aus der Vollzugsanstalt. Es scheint schiefzugehen, aber dank Émile gelingt wenigstens Louis die Flucht. Er kann sich nicht nur erfolgreich einer neuerlichen Verhaftung entziehen, er macht auch noch Karriere als Fabrikbesitzer. Jahre später treffen Émile und Louis erneut aufeinander, als der mittlerweile entlassene Émile zufällig in einer der Fabriken von Louis arbeitet. Sie nehmen die Freundschaft wieder auf. Émile passt mit seiner Sorglosigkeit und seinem romantischen Weltbild aber nicht in diese Welt voller Arbeitsmoral, was Louis in immer prekärere Situationen bringt. Louis möchte Émile zu verschiedenen Zeiten mit Geld ausbezahlen, was Émile jedes Mal ausschlägt. Émile verliebt sich in eine Angestellte der Fabrik und möchte deshalb dort bleiben. Louis arrangiert eine Hochzeit der beiden. Als der Fabrikbesitzer von ehemaligen Mithäftlingen erkannt und daraufhin erpresst wird, muss Louis eine Entscheidung treffen. Gleichzeitig gerät Émile wieder in einen Schlamassel und flieht vor der Polizei. Beide treffen ihre Entscheidung zugunsten der Freiheit und ziehen fortan mit Émile als Landstreicher über die Straßen. Die Fabrik überlässt Louis seinen Arbeitern.

## Hintergrund
Es lebe die Freiheit wurde am 18. Dezember 1931 in Frankreich uraufgeführt. In Deutschland kam der Film jedoch erst am 31. Oktober 1958 in die Kinos. Da er als subversiv eingestuft wurde, war die Aufführung des Films in Portugal und Ungarn verboten. Am 15. August 1962 wurde er erstmals im deutschen Fernsehen ausgestrahlt.

## Kritiken
Die Filmzeitschrift Cinema schreibt: „René Clairs leichtfüßig inszenierte Satire attackiert soziale Mißstände und fortschreitende Technisierung“. Das Lexikon des internationalen Films beurteilt Es lebe die Freiheit als einen der „wichtigen französischen Filme der 30er Jahre“. Das Magazin Der Spiegel schrieb 1959 in einer Rezension: „Clair hat für diese Groteske eine Fülle suggestiver Szenerien und tänzerisch exakter Bildchoreographien erfunden.“

## Zitate
„Ich mache die Taylorisierung des laufenden Bandes lächerlich; aber nicht weil ich gegen die Mechanisierung der Arbeit bin, sondern weil hier ein gutes Prinzip schlecht angewandt wird, das ironisiere ich. Ohne ein Prophet der Faulheit sein zu wollen, möchte ich mit meinem Film sagen: Arbeiten ist eine scheußliche Sache; Arbeitenmüssen das Schlimmste! Wir haben aus dem Zwang zur Arbeit eine Tugend gemacht, und das wollte ich lächerlich machen; denn Darstellen der Wahrheit ist mein einziger Zweck.“

## Auszeichnungen
Der Filmarchitekt Lazare Meerson war 1932 für das von ihm entworfene Szenenbild des Films für den Oscar nominiert.